# Edgar Steinborn
Edgar Steinborn (Sinzig, 1957. április 27. –) német nemzetközi labdarúgó-játékvezető. Polgári foglalkozása mérnök.

## Pályafutása

### Nemzeti játékvezetés
1985-ben lett országos bíró, 1988. augusztus 13-án debütálhatott a Bundesligában. Az Aktív nemzeti játékvezetéstől 2004-ben vonult vissza. 2. Bundesliga mérkőzéseinek száma: 94. - 1. Bundesliga mérkőzéseinek száma: 200.

#### Nemzeti kupamérkőzések
Vezetett Kupa-döntők száma: 1.

##### Német Kupa
| Időpont          | Helyszín                 | Mérkőzés típusa | Mérkőzés                         | Eredmény | Nézők száma |
| ---------------- | ------------------------ | --------------- | -------------------------------- | -------- | ----------- |
| 1997. június 14. | Olimpiai Stadion, Berlin | döntő           | VfB Stuttgart–FC Energie Cottbus | 2 : 0    | 76 400      |

### Nemzetközi játékvezetés
A Német labdarúgó-szövetség Játékvezető Bizottsága (JB) 1995-ben terjesztette fel nemzetközi játékvezetőnek, a Nemzetközi Labdarúgó-szövetség (FIFA) bíróinak keretébe. Több nemzetek közötti válogatott és klubmérkőzést vezetett. UEFA besorolás szerint a „mester” kategóriába tevékenykedik. A német nemzetközi játékvezetők rangsorában, a világbajnokság-Európa-bajnokság sorrendjében többedmagával a 23. helyet foglalja el 3 találkozó szolgálatával. Az aktív nemzetközi játékvezetéstől 2002-ben a FIFA 45 éves korhatárát elérve búcsúzott. Válogatott mérkőzéseinek száma: 13. - Nemzetközi találkozóinak száma: 19.

#### Világbajnokság
A világbajnoki döntőhöz vezető úton Franciaországba a XVI., az 1998-as labdarúgó-világbajnokságra a FIFA JB bíróként alkalmazta.
| Időpont          | Helyszín                  | Mérkőzés típusa           | Mérkőzés         | Eredmény | Nézők száma |
| ---------------- | ------------------------- | ------------------------- | ---------------- | -------- | ----------- |
| 1997. április 2. | Žalgiris Stadion, Vilnius | előselejtező (8. csoport) | Litvánia–Románia | 0 : 1    | 10 000      |

#### Európa-bajnokság
Az európai-labdarúgó torna döntőjéhez vezető úton Angliába a X., az 1996-os labdarúgó-Európa-bajnokságra az UEFA JB játékvezetőként foglalkoztatta.

##### 1996-os labdarúgó-Európa-bajnokság
| Időpont            | Helyszín                       | Mérkőzés típusa           | Mérkőzés                | Eredmény | Nézők száma |
| ------------------ | ------------------------------ | ------------------------- | ----------------------- | -------- | ----------- |
| 1995. november 15. | Martínez Valero Stadion, Elche | előselejtező (2. csoport) | Spanyolország–Macedónia | 3 : 0    | 21 350      |

##### 2000-es labdarúgó-Európa-bajnokság
| Időpont         | Helyszín                 | Mérkőzés típusa           | Mérkőzés          | Eredmény | Nézők száma |
| --------------- | ------------------------ | ------------------------- | ----------------- | -------- | ----------- |
| 1999. június 5. | DallAra Stadion, Bologna | előselejtező (1. csoport) | Olaszország–Wales | 4 : 0    | 12 392      |